# Bibliothèque publique pilote de Medellín
La Bibliothèque Publique Pilote de Medellín (espagnol : Biblioteca Pública Piloto de Medellín) est une bibliothèque publique située à Medellín, en Colombie. Elle a été réalisée à l'initiative de l'UNESCO afin de promouvoir la création de bibliothèques publiques dans le monde entier.

## Histoire
La première bibliothèque publique pilote de la planète fut établie à Delhi, en Inde, en 1951. Après quoi l'UNESCO envisagea d'en établir une seconde, cette fois pour l'Amérique latine.
La Ve conférence générale de l'UNESCO, à Florence en 1950, autorisa par la Résolution numéro 4542 le Directeur Général à participer en une conférence régionale en Amérique latine, pour promouvoir le développement des bibliothèques publiques de cette région. Les délégués s'accordèrent sur la nécessité de créer une Bibliothèque Pilote dans l'hémisphère occidental le plus tôt possible, dans un pays comme le Brésil, Cuba, le Guatemala ou la Colombie. La Colombie fut finalement retenue.
La fondation de la Biblioteca Pública Piloto de Medellín pour l'América latine se décida à Paris le 10 novembre 1952 par un document signé par le docteur José Manuel Mora Vásquez, délégué permanent du pays auprès de l'UNESCO, au nom du Gouvernement colombien, et par le Directeur Général de l'UNESCO, le docteur Jaime Torres Bodet.
La bibliothèque publique pilote de Medellín ouvrit ses portes en octobre 1954.